# Río Ruecas Alto
Río Ruecas Alto este o arie protejată (arie specială de conservare — SAC, sit de importanță comunitară — SCI) din Spania întinsă pe o suprafață de 878,36 ha, integral pe uscat.

## Localizare
Centrul sitului Río Ruecas Alto este situat la coordonatele 39°22′31″N 5°23′29″W / 39.375278°N 5.391389°V.

## Înființare
Situl Río Ruecas Alto a fost declarat sit de importanță comunitară în decembrie 1997 pentru a proteja 1 specie de plante și 32 de specii de animale. Situl a fost protejat și ca arie specială de conservare în mai 2015.

## Biodiversitate
Situată în ecoregiunea mediteraneană, aria protejată conține 14 habitate naturale: Pante stâncoase silicioase cu vegetație casmofită, Pajiști umede mediteraneene cu ierburi înalte de Molinio-Holoschoenion, Iazuri temporare mediteraneene, Păduri aluvionare cu Alnus glutinosa și Fraxinus excelsior (Alno-Padion, Alnion incanae, Salicion albae), Păduri de Quercus ilex și Quercus rotundifolia, Galerii de Salix alba și de Populus alba, Pseudostepă cu ierburi și specii anuale de Thero-Brachypodietea, Dehesas cu Quercus spp. perene, Tufărișuri termo-mediteraneene și de pre-deșert, Păduri de Castanea sativa, Galerii și tufărișuri riverane sudice (Nerio-Tamaricetea și Securinegion tinctoriae), Pajiști uscate europene, Grohotișuri termofile și vest-mediteraneene, Păduri de stejar galițio-portugheze cu Quercus robur și Quercus pyrenaica.
La baza desemnării sitului se află mai multe specii protejate:
- plante (1): Narcissus pseudonarcissus subsp. nobilis
- păsări (16): fluierar de munte (Actitis hypoleucos), pescăruș albastru (Alcedo atthis),  prundaș gulerat mic (Charadrius dubius), barză albă (Ciconia ciconia), barză neagră (Ciconia nigra), Fringilla montifringilla, Galerida theklae, ciocârlie de pădure (Lullula arborea), gaia neagră (Milvus migrans), pitulice de munte (Phylloscopus bonelli), pitulice de munte (Phylloscopus collybita), ploier auriu (Pluvialis apricaria), lăstun de mal (Riparia riparia), silvie de tufiș (Sylvia undata), fluierarul de zăvoi (Tringa ochropus), nagâț (Vanellus vanellus)
- amfibieni (1): Discoglossus galganoi
- mamifere (7): vidră de râu (Lutra lutra), liliac cu aripi lungi (Miniopterus schreibersii), liliac cărămiziu (Myotis emarginatus), liliacul mediteranean cu potcoavă (Rhinolophus euryale), liliacul mare cu potcoavă (Rhinolophus ferrumequinum), liliacul mic cu potcoavă (Rhinolophus hipposideros), liliacul cu potcoavă a lui méhely (Rhinolophus mehelyi)
- nevertebrate (1): fluturele auriu (Euphydryas aurinia)
- pești (5): Cobitis paludica, Luciobarbus comizo, Pseudochondrostoma willkommii, Rutilus alburnoides, Rutilus lemmingii
- reptile (2): Lacerta schreiberi, Mauremys leprosa

Pe lângă speciile protejate, pe teritoriul sitului au mai fost identificate 5 specii de păsări, 7 specii de pești, 2 specii de reptile.